# Museo del Oriente de Morelos "Casa de Morelos"
El Museo del Oriente de Morelos "Casa de Morelos" se encuentra ubicado en la ciudad de Cuautla, Morelos.
La tradición nos señala que la antigua Casa de Morelos, fue habitada por él, a partir del 19 de febrero y hasta el 2 de mayo de 1812, pero basándose en los trabajos de la última restauración del edificio (1992), se encontraron varias sorpresas que enriquecieron su historia, como: la localización en una de sus habitaciones, de antiguos entierros prehispánicos, que los arqueólogos fecharon como Preclásicos, asimismo, algunos materiales de los períodos Clásico y Posclásico, además de varios elementos coloniales como aplanados y decorados antiguos, (que van desde el siglo XVIII hasta nuestros días), al igual que monedas y armamentos de la época de la Revolución Mexicana.
El museo consta de varias salas que contienen información acerca de las distintas épocas.

## Salas

### Preclásico
En esta sala se encuentran materiales de Chalcatzingo y Olintepec, clásico el desarrollo de las grandes urbes, diversificando con ello las funciones y actividades sociales.

### Posclásico
A la caída de Teotihuacán, los pueblos prehispánicos de Morelos, siguieron teniendo relaciones comerciales con otros Estados, contacto (1521) Consumada la conquista, Hernán Cortés, obtuvo las tierras del Marquesado del Valle de Oaxaca, realizándose así los primeros mapas coloniales de la región, evangelización (1524) Se presentan las formas y rutas que los evangelizadores siguieron dentro del Estado de Morelos.
Los Dominicos y Agustinos, en el oriente y los Franciscanos por el Poniente. Independencia (1810) Se demuestra la importancia que tuvo el cura José Mª Morelos, en la consumación de nuestra Independencia. Vitrina central (1810-1910) Se presentan diversos objetos que nos permiten hacer un recorrido de nuestra historia como: monedas de Morelos, armas, decretos y documentos originales. La Reforma (1857) Principia con Juan Álvarez y su lucha, dentro del Estado de Morelos, en contra de los hacendados; el ataque a las haciendas de Chincocuac y San Vicente; y el surgimiento político de Benito Juárez.
La fundación del Estado de Morelos (1869). Con el apoyo de Benito Juárez, Francisco Leyva logra que el 17 de abril de 1869 se fundara un nuevo Estado con el nombre de Morelos. A partir de entonces se da la lucha política entre Francisco Leyva y Profirió Díaz, por gobernarlo. Zapatismo (1910).
Ante la muerte de Manuel Alarcón, y la imposición de Pablo Escandón como gobernador del Estado, surge un movimiento rebelde liderado por Pablo Torres Burgos, quedando al morir, como jefe de la revolución del sur, el general Emiliano Zapata. Etnografía, Se muestra Cuautla, y su relación con los pueblos de la región, entre los que destacan: Tetelcingo y Hueyapan, que han conservado parte de su cultura indígena y mestiza. Exposiciones temporales, sala dedicada a eventos culturales, tanto de fechas conmemorativas, como de representaciones y manifestaciones tradicionales de la región.